# Brzeg wklęsły

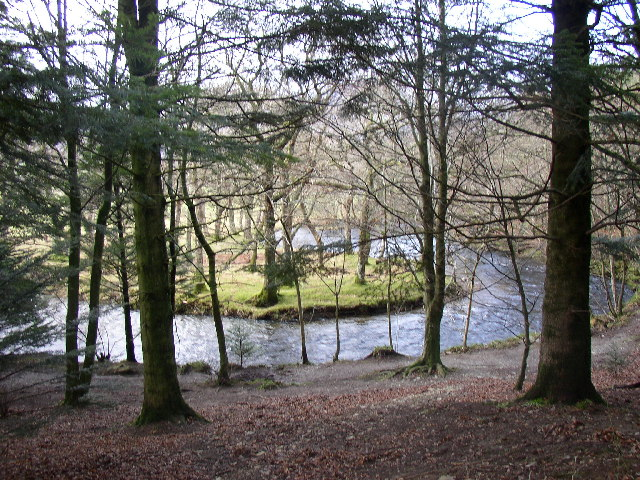
Brzeg wklęsły znajduje się od strony wykonania zdjęcia. Widoczna różnica wysokości w stosunku do brzegu wypukłego

Brzeg wklęsły – brzeg rzeki znajdujący się we wklęsłej części meandra lub łuku.
Brzeg wklęsły jest zazwyczaj stromy, znacznie wyższy od brzegu wypukłego, często jest podmywany przez wodę, gdyż to w jego bezpośrednim sąsiedztwie znajduje się oś nurtu rzeki. Na odcinkach uregulowanych brzegi wklęsłe są zabezpieczane przed podmywaniem i oskarpowane. Przy brzegu wklęsłym występuje największa głębia w przekroju poprzecznym rzeki. 